# Bode (badisches Adelsgeschlecht)

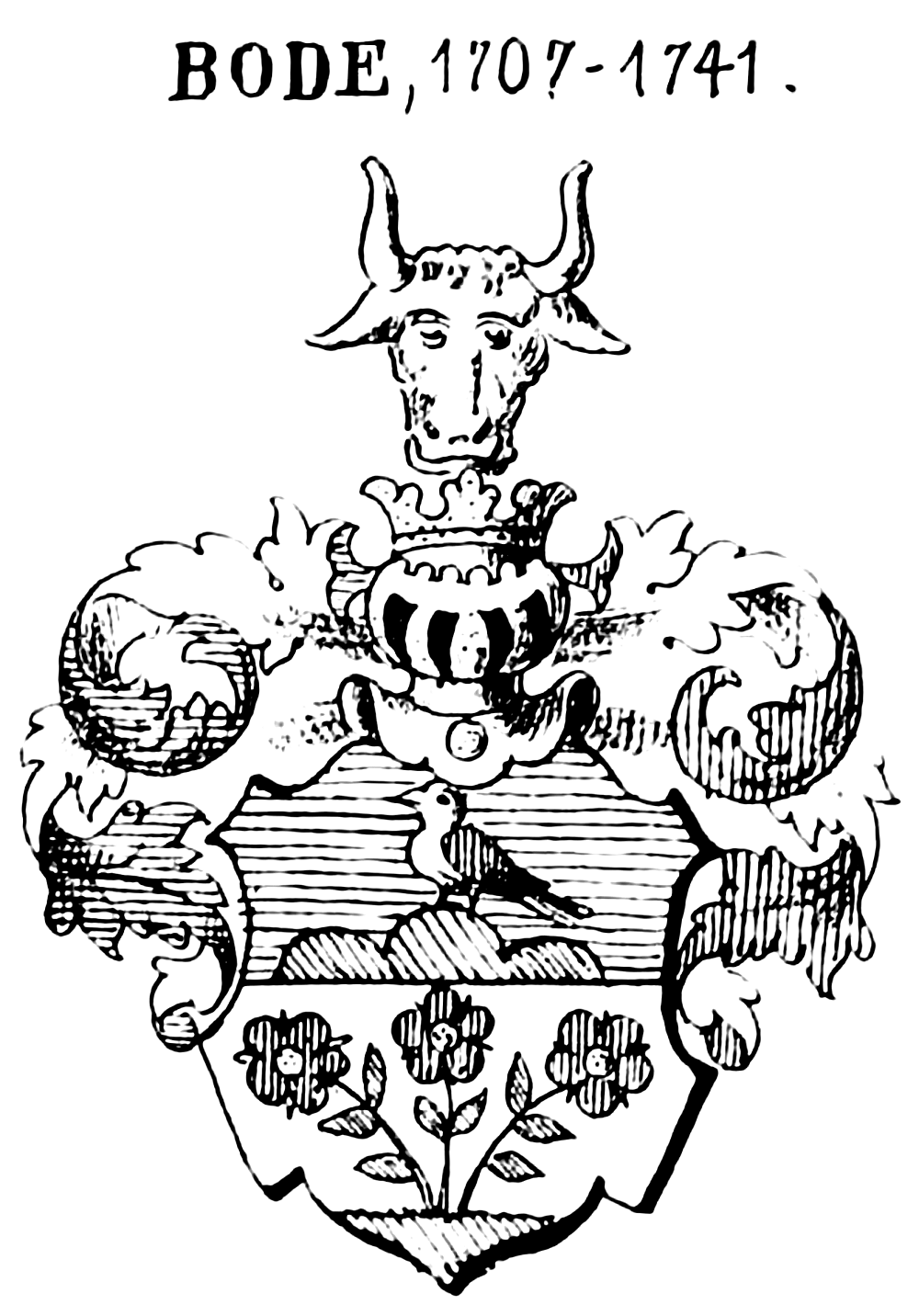
Wappen derer von Bode (1707–1741)

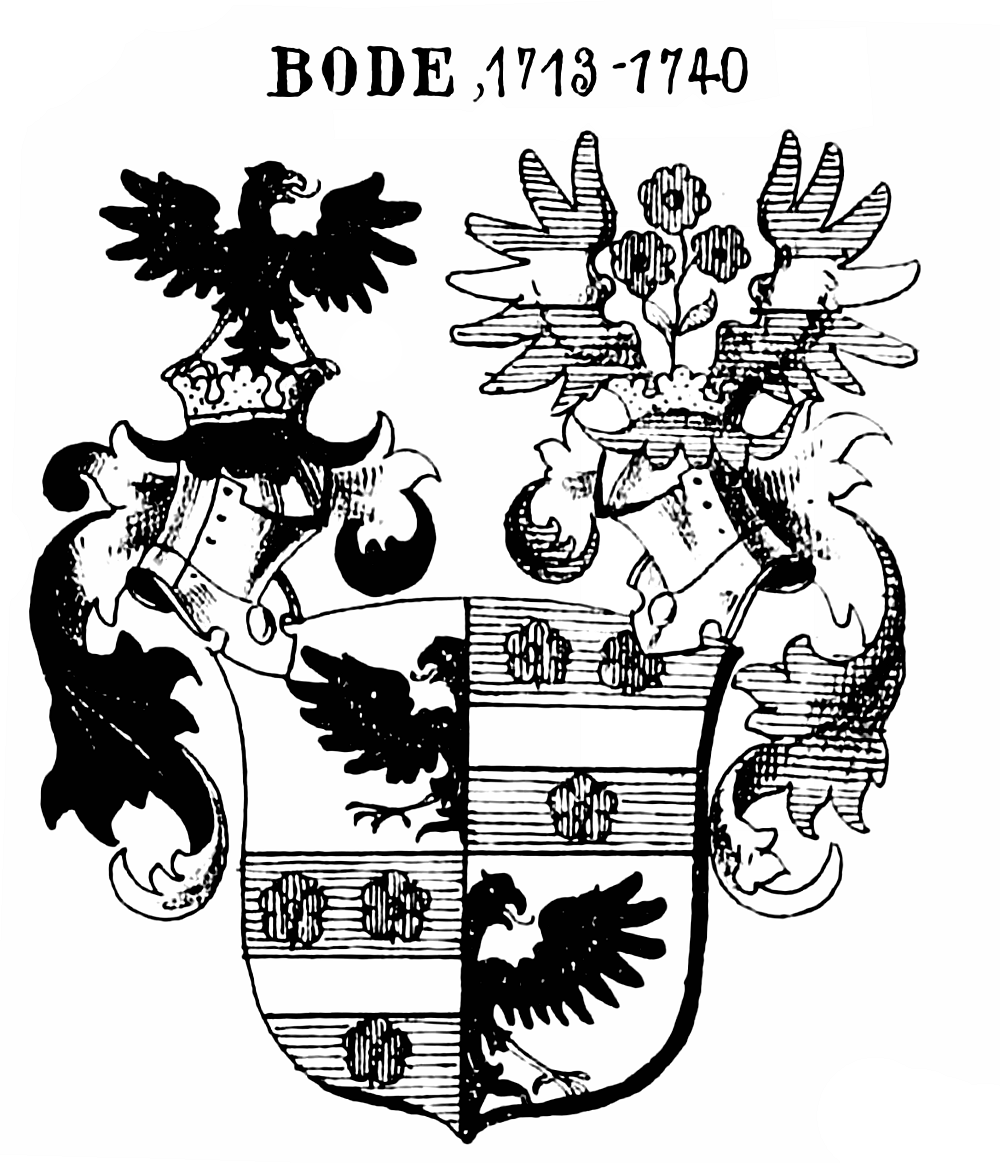
Wappen derer von Bode (1713–1740)

Die Bode waren ein badisches Adelsgeschlecht, dessen Mitglieder Anfang des 18. Jahrhunderts als Reichsritter geadelt und später zu Freiherren wurden.

Der Stammvater Gerhard Bode (* 24. September 1620; † 24. September 1697) war Professor der Theologie.
Dessen Sohn war der kaiserliche wirkliche Reichshofrat Justus Wolrad von Bode (Bodinus)  († 13. Januar 1727), zunächst herzoglich württembergischer Rat und Kanzler zu Oels in Schlesien, erhielt er als von Bode am 14. Oktober 1713 in Wien den Reichsritterstand sowie im Jahr 1726 Aufnahme in die fränkische Reichsritterschaft. Seine beiden Söhne aber Justus Vollrath Friedrich von Bode (1701–1753) (auch: Justus Wolrad von Bodin), heiratete Elisabeth von Sterneck und war später königlich preußischer Regierungspräsident in Oppeln; Lothar Franz August von Bode(um 1710–1750) wurde später königlich preußischer Major. Beide wurden 1740 zu Reichsfreiherrn erhoben und erhielten am 10. März 1745 ein Anerkennungsdiplom dieser Würde von der Krone Preußen. In Schlesien waren sie Besitzer von Kochelsdorf bei Kreuzburg und Klein-Woitsdorf bei polnisch Wartenberg.
Des Reichshofrats Justus Wolrad von Bode älterer Bruder Heinrich Bode königlich preußischer Konsistorialrat und Professor der Rechte zu Halle war bereits Wien den 14. Juli 1707 in den rittermäßigen Reichsadelstand, aber mit einem ganz anderen Wappen. Er hatte einen Sohn Johann Gerhard von Bode Hof- und Konsistorialrat, der keine Nachkommen hinterließ und eine Tochter Anna Sofia vermählt mit der königlich preußischer Regierungsrat Conrad Hermann Fuhrmann († 1733). Deren Sohn Karl Heinrich († 1786) fürstlich hessen-kasselischer Drost und Regierungsrat wurde in Göttingen den 19. März 1738 von seinem Onkel Johann Georg von Bode Erbherr auf Emmerstedt adoptiert und erhielt Wien den 11. Februar 1747 die Wappenbestätigung und den rittermäßigen Reichsadelstand mit von Bode. 
Die Nachkommen des Freiherrn Vollrath kamen in Besitz des Rittergutes Sulz unterm Wald im Unterelsaß und verbreiteten sich nach Russland und Baden. Freiherr Felix von Bode (* 10. November 1785) wurde 1837 als badischer Oberst pensioniert und seine Schwester Friederike von Bode (* 21. April 1788) war Hofdame der Prinzessin Amalie. Sie heiratete nachher den königlich bayrischen Forstmeister Freiherrn Konstantin Wilhelm Hartmann von Gebsattel Herr auf Lebenhan. Die Schwester Marie (* 4. August 1782; † 20. Juni 1872) war mit dem spanischen Grafen Antonio Colombi y Payet (1749–1811, angeblich dem letzten männlichen Nachkommen des Colombus) verheiratet. Einer ihrer Kinder, Maria Gertrudis Antonia Clementina de Colombi y de Bode (1809–1863), war die Auftraggeberin für das Colombischlössle (seit 1983 Archäologisches Museum Colombischlössle) in Freiburg im Breisgau. Eine weitere Schwester, Clementine (* 24. November 1789; † 16. Mai 1865), war mit dem Bankier Franz von Livio (* 25. Mai 1788; † 9. Mai 1818 in Narva) in Bayern verheiratet.

## Wappen
- Das Wappen von 1713 bis 1740 ist geviert, Feld 1 und 4 in Silber ein schwarzer halber Adler am Spalt, Feld 2 und 3 in Blau ein silberner Balken, oben mit zwei, unten mit einer roten Rose belegt. Das Kleinod sind zwei gekrönte Helme, auf dem rechten ein stehender Adler, auf dem linken zwischen einem offenen blauen, mit dem silbernen Balken belegten Flug, ein Rosenstrauch mit 3 roten Rosen. Die Decken rechts schwarz-silber, links blau-silber.
- Das Wappen von 1707 bis 1741 ist geteilt. Oben auf grünen Dreiberg eine bewehrte und beflügelte Taube, unten auf grünem Boden ein grüner Rosenstrauch mit 3 roten Rosen. Das Kleinod ist gekrönt mit einem schwarzen Stierkopf, die Decken sind blau-silbern.
- Das Wappen der Freiherren von Bode ist quadriert und enthält in 1 und 4 einen Specht auf einem Ast pickend in Silber, in 2 und 3 drei silberne Rosen in Blau. Den Schild schmückt die Freiherrenkrone und als Schildhalter dienen zwei Spechte.